# Abel (hominid)
Abel (nume de catalog,  KT-12/H1 ) este numele comun dat unei fosile din singurul specimen vreodată descoperit de Australopithecus bahrelghazali.
Abel a fost descoperit în ianuarie 1995 în Ciad în Regiunea Kanem de către paleontologul Michel Brunet, care a denumit fosila „Abel” în memoria prietenului său apropiat, geologul și petrologul francez Abel Brillanceau, care murise de malarie în februarie 1989, în decursul unei misiuni în Camerun.

## Descrierea fosilei
Brunet și echipa sa nu au putut descoperi decât o parte a mandibulei lui Abel întrucât nimic altceva din scheletul fosilei nu s-a mai păstrat la locul sitului. De aceea, există foarte puține informații concrete referitoare la modul de viață a exemplarului speciment denumit Abel.
Puținii dinți prezenți confirmă ca specimenul aparținea genului Australopithecus. Maxilarul include un al doilea incisiv inferior, ambii canini inferiori și toți cei patru premolari.
Mandibula prezintând un doilea premolar cu o coroană largă și molarizată, este destul de asemănătoare cu cea a fosilei Lucy, și deci a speciei Australopithecus afarensis.

## A se vedea și
- Australopithecus
- Australopithecus afarensis
- Australopithecus bahrelghazali
- Evoluția umană
- Listă de fosile ale evoluției umane
- Zorii omenirii